# Opština Negotin
Die Opština Negotin (Kyrillisch: Општина Неготин, Deutsch: Gemeinde Negotin) ist eine Gemeinde (serb. Opština) im Okrug Bor im Osten Serbiens. Verwaltungshauptstadt ist die gleichnamige Stadt Negotin im Zentrum der Gemeinde. 
Das Territorium der Gemeinde umfasst einen Teil der Timočka Krajina. Die zahlreichen Dörfer waren für ihre Weine in der SFRJ und auf dem ganzen Balkan bekannt.

## Geographie

### Geographische Lage und Territorium
Die Gemeinde liegt im nördlichen, flacheren Teil der Region Timočka Krajina und befindet sich, geographisch gesehen, im Zentrum der Balkanhalbinsel. Die Gemeinde umfasst ein Gebiet von 1.089 Quadratkilometern, 1.700 Hektar davon sind von Weinplantagen bedeckt, 27.530 Hektar sind bewaldet.

### Klima
Da die Gemeinde von hohen Gebirgen (Miroč und der Deli Jovan) im Norden und Westen, sowie der Donau im Osten und dem Timok im Süden umgeben ist, ist auch ihr Klima dementsprechend besonders. Es herrschen die größten Temperaturunterschiede in Serbien und der ganzen Balkanhalbinsel, mit Wintern mit bis zu −30 Grad Celsius und Sommern mit bis zu +40 Grad Celsius.

### Gewässer
Quer durch die Gemeinde fließt die Jasenička Reka. Da er nicht allzu tief ist, kann er auch nicht für die Schifffahrt benutzt werden. Der für die Region Timočka Krajina namensgebende Fluss Timok fließt an die südliche Grenze der Gemeinde und somit an der Grenze Serbiens, die er auch markiert. Die Donau fließt an der westlichen Grenze der Gemeinde vorbei. Dort befindet sich außerdem das Wasserkraftwerk Đerdap II.

### Grenzen
Die östliche und nordöstliche, natürliche Grenze zum Nachbarland Rumänien bildet der Fluss Donau. Im Süden grenzt das Territorium der Gemeinde direkt an Bulgarien und die Nachbargemeinde Zaječar. Im Westen grenzt das Territorium an die beiden Nachbargemeinden Bor und Majdanpek. Im Norden grenzt sie an kleinere Gebirge und somit die Opština Kladovo sowie die Opština Majdanpek im Nordwesten und Rumänien im Nordosten. 
| Opština Majdanpek               | Opština Kladovo                             | Rumänien  |
| Opština Bor & Opština Majdanpek | Kompassrose, die auf Nachbargemeinden zeigt | Rumänien  |
| Opština Zaječar                 | Bulgarien                                   | Bulgarien |

### Städte und Dörfer
Laut topographischen Karten aus dem 16. Jahrhundert gab es in der Opština noch weitere Siedlungen, die allerdings im Laufe der Zeit aufhörten zu existieren oder sich mit anderen Dörfern zusammenschlossen. Nennenswerte Beispiele sind: Lecevo, Topolnica, Orašac, Rujevo, Kacica, Kijevo, Jazavac, Barbas und Rujanovac. Heute gibt es in der Gemeinde 39 Siedlungen, davon 1 offizielle Stadt und 38 Dörfer bzw. kleinere Städte. 
| - Aleksandrovac - Braćevac - Brestovac - Bukovče - Crnomasnica - Dupljane - Dušanovac - Jabukovac - Jasenica - Karbulovo - Kobišnica | - Kovilovo - Mala Kamenica - Malajnica - Miloševo - Mihajlovac - Mokranje - Negotin - Plavna - Popovica - Prahovo - Radujevac | - Rajac - Rečka - Rogljevo - Samarinovac - Sikole - Slatina - Smedovac - Srbovo - Tamnič - Trnjane - Urovica | - Veljkovo - Vidrovac - Vratna - Čubra - Šarkamen - Štubik |

## Geschichte
In der römischen Kaiserzeit gehörte das Territorium der Opština Negotin zur römischen Provinz Moesia Superior. Nach der Teilung des Römischen Reiches kam Negotin unter oströmische Herrschaft, und zur Zeit des Ersten Bulgarischen Reiches unter kurze bulgarische Herrschaft. Im 12. Jahrhundert wurde die Gegend um Negotin wieder Teil des Byzantinischen Reiches, um dann Anfang des 13. Jahrhunderts Teil des Zweiten Bulgarischen Reiches zu werden. 
Im Gegensatz zum restlichen Serbien war die Opština Negotin während des 14. Jahrhunderts nicht Teil des Serbischen Reiches, welches sich damals nur bis zu den Gebirgen im Westen erstreckte. Das Territorium blieb unter bulgarischer Herrschaft und wurde am Ende desselben Jahrhunderts von den Osmanen erobert. Knappe 400 Jahre später wurde die Region Negotinska Krajina nicht direkt von den Serben befreit, sondern versuchte, sich selbst mit einem großen Aufstand gegen die Fremdherrschaft zu befreien. Dieser Versuch gelang nicht, und das Gebiet der Gemeinde wurde erst mit dem Sultans Hatischerif von 1833 an das Fürstentum Serbien übergeben. 
Nach dem Ersten Weltkrieg wurde das Gebiet Teil des Königreichs Jugoslawien und der Banovina Morava. Nach dem Zweiten Weltkrieg wurde Negotin, so wie der Rest der Region, an die neugegründete Sozialistische Föderative Republik Jugoslawien übergeben, und war für knapp 50 Jahre Teil der Sozialistischen Republik Serbien. Der heutige Okrug Bor und Zaječar wurden zur MRZ Zaječar fusioniert, und nach dem Zerfall Jugoslawiens bildete die Opština Negotin mit drei weiteren Gemeinden den Okrug Bor.

## Einwohner
Nach zahlreichen Schwankungen im Laufe der Zeit, wobei die höchste Einwohnerzahl am Ende des 19. Jahrhunderts gezählt wurde, nahm die Bevölkerungszahl nach den Jugoslawienkriegen stark ab, da zahlreiche Bewohner emigrierten, um im Ausland als „Gastarbeiter“ zu arbeiten.
Die Volkszählung 2002 ergab, dass sich in der Gemeinde Negotin 43.418 Menschen niedergelassen haben. Davon waren:
|                                      | Anzahl | Prozent |
| Gesamt                               | 43.418 | 100     |
| Serben                               | 38.263 | 88,1    |
| Walachen (Rumänen südlich der Donau) | 3.000  | 6,9     |
| Andere (Bulgaren, Roma usw.)         | 2.155  | 5,0     |

Weitere Volkszählungen:
| 1890   | 1910   | 1971   | 1991   | 2001   |
| ------ | ------ | ------ | ------ | ------ |
| 64.435 | 78.327 | 63.706 | 59.559 | 43.551 |

## Wirtschaft
Die Landwirtschaft ist ein wichtiger Wirtschaftsfaktor. Der größte Arbeitgeber ist der Chemie-Betrieb Prahovo.

## Infrastruktur
Die Opština Negotin wird hauptsächlich zum Transit von Zaječar nach Kladovo und Majdanpek bzw. Bor nach Prahovo benutzt. Insgesamt gibt es ein 453 Kilometer langes Straßennetz, wovon 350 Kilometer asphaltiert und beleuchtet sind. Im Osten der Gemeinde, an der Donau, verläuft ein Teil des Donauradweges. In der Gemeinde gibt es ein Eisenbahnnetz, welches bei der Ortschaft Braćevac im Süden anfängt, weiter durch die Stadt Negotin verläuft, und bei Slatina in die Opština Kladovo weiterführt. Alle Eisenbahnstrecken in der Gemeinde sind Teil der staatlichen serbischen Eisenbahngesellschaft. Wasserwege gibt es nur im Osten, an der Donau und im Süden am Fluss Timok.
Die Infrastruktur in der Opština Negotin ist in einem katastrophalen Zustand, nicht nur wegen der NATO-Bombardements im Jahre 1999, sondern auch, weil es immer weniger arbeitsfähige Menschen gibt, weshalb die Wartungs- und Instandsarbeiten meistens nicht ausgeführt werden können. Im Jahre 2008 begann die serbische Regierung und die Gemeindeverwaltung mithilfe von Steuergeldern der EU, Teile des Straßennetzes zu asphaltieren und zu beleuchten und Teile des Eisenbahnnetzes zu elektrifizieren.

## Kultur und Tourismus
Der Höhepunkt des kulturellen Lebens in der Gemeinde Negotin ist das jährliche Musikfest Mokranjcevi Dani in der Stadt Negotin. Es ist nach dem serbischen Komponisten Stevan Mokranjac benannt.

### Klöster
Auf dem Territorium der Gemeinde befinden sich drei berühmte, orthodoxe Kloster, darunter das Kloster Kolograš und Kloster Vratna als Vertreter der eher kleineren Gotteshäuser. Das größte Kloster, Manastir Bukovo, ist mehr als 600 Jahre alt.